# ISO 3166-2:US
ISO 3166-2:US은 지리 식별 부호(geocode)를 정의하는 ISO 표준인 ISO 3166-2의 일부이며, 미국에 적용된다. 57개의 행정 구역이 하부 부호를 할당받았다. 하부 코드는 2자리의 영어 대문자로 쓴다. US는 ISO 3166-1에서 할당된 국가 코드를 사용한다. 6개의 해외 영토는 각각 AS( 아메리칸사모아), GU( 괌), MP( 북마리아나 제도), PR( 푸에르토리코), UM( 미국령 군소 제도), VI( 미국령 버진아일랜드)의 ISO 3166-1 코드가 부여되어 있다.

## 식별 부호

| 코드  | 행정 구역           | 종류      |
| ----- | ------------------- | --------- |
| US-AL | 앨라배마 주         | 주        |
| US-AK | 알래스카 주         | 주        |
| US-AZ | 애리조나 주         | 주        |
| US-AR | 아칸소 주           | 주        |
| US-CA | 캘리포니아 주       | 주        |
| US-CO | 콜로라도 주         | 주        |
| US-CT | 코네티컷 주         | 주        |
| US-DE | 델라웨어 주         | 주        |
| US-FL | 플로리다 주         | 주        |
| US-GA | 조지아 주           | 주        |
| US-HI | 하와이 주           | 주        |
| US-ID | 아이다호 주         | 주        |
| US-IL | 일리노이 주         | 주        |
| US-IN | 인디애나 주         | 주        |
| US-IA | 아이오와 주         | 주        |
| US-KS | 캔자스 주           | 주        |
| US-KY | 켄터키 주           | 주        |
| US-LA | 루이지애나 주       | 주        |
| US-ME | 메인 주             | 주        |
| US-MD | 메릴랜드 주         | 주        |
| US-MA | 매사추세츠 주       | 주        |
| US-MI | 미시간 주           | 주        |
| US-MN | 미네소타 주         | 주        |
| US-MS | 미시시피 주         | 주        |
| US-MO | 미주리 주           | 주        |
| US-MT | 몬태나 주           | 주        |
| US-NE | 네브래스카 주       | 주        |
| US-NV | 네바다 주           | 주        |
| US-NH | 뉴햄프셔 주         | 주        |
| US-NJ | 뉴저지 주           | 주        |
| US-NM | 뉴멕시코 주         | 주        |
| US-NY | 뉴욕 주             | 주        |
| US-NC | 노스캐롤라이나 주   | 주        |
| US-ND | 노스다코타 주       | 주        |
| US-OH | 오하이오 주         | 주        |
| US-OK | 오클라호마 주       | 주        |
| US-OR | 오리건 주           | 주        |
| US-PA | 펜실베이니아 주     | 주        |
| US-RI | 로드아일랜드 주     | 주        |
| US-SC | 사우스캐롤라이나 주 | 주        |
| US-SD | 사우스다코타 주     | 주        |
| US-TN | 테네시 주           | 주        |
| US-TX | 텍사스 주           | 주        |
| US-UT | 유타 주             | 주        |
| US-VT | 버몬트 주           | 주        |
| US-VA | 버지니아 주         | 주        |
| US-WA | 워싱턴 주           | 주        |
| US-WV | 웨스트버지니아 주   | 주        |
| US-WI | 위스콘신 주         | 주        |
| US-WY | 와이오밍 주         | 주        |
| US-DC | 워싱턴 D.C.         | 특별구    |
| US-AS | 아메리칸사모아      | 해외 영토 |
| US-GU | 괌                  | 해외 영토 |
| US-MP | 북마리아나 제도     | 해외 영토 |
| US-PR | 푸에르토리코        | 해외 영토 |
| US-UM | 미국령 군소 제도    | 해외 영토 |
| US-VI | 미국령 버진아일랜드 | 해외 영토 |

## 같이 보기
- 미국의 행정 구역
- ISO 3166-2:AS
- ISO 3166-2:GU
- ISO 3166-2:MP
- ISO 3166-2:PR
- ISO 3166-2:UM
- ISO 3166-2:VI